# Skalpering
Skalpering er at fjerne skalpen, huden på issen, som regel ved hjælp af håret, som et bevis eller trofæ for sejr i krig. Udøvelsen af dette ritual har været kendt i Europa, Asien, Nordamerika og Afrika.
Skalpering er mest kendt fra indianerkrigene i Nordamerika og blev udøvet både af indianere og hvide kolonister gennem flere århundreder. Efter f.eks. Crow Creek massakren på mindst 486 byindianere omkring 1325-1350 skalperede angriberne over 360 af ofrene.:138 
Indianerne fremførte rituelle skalpedanse, og krigere kunne bære skalpene som pynt på tøjet. 

## Skytere
Herodot fortæller om skyternes skikke ved skalpering: De skar et snit over ørerne, greb fat i skalpen og nærmest rystede kraniet ud; derefter blev skalpen skrabet ren, og krammet mellem hænderne, til den var blød og bøjelig som en serviet. "Skyteren er stolt af disse skalpe, og fæster dem til tømmerne på sin hest; jo flere sådanne skalp-servietter en mand kan fremvise, jo højere er han respekteret." Angiveligt gik mange med kapper af sammensyede skalpe. Andre flåede fjendens højre arm, med neglene på, og brugte dette hylster som pilekogger. Ifølge Herodot var menneskehud tyk og blank og overgik i hvidhed næsten alle andre huder. Angiveligt flåede nogle skytere hele fjendens krop, spilede huden ud over en ramme og tog dette trofæ med på hesten, når de red. 

## Overlevende efter skalpering (hvide)
En kaptajn Greg, stationeret ved Fort Stanwix i New York, overlevede en skalpering.  De overlevende var imidlertid meget udsat for infektioner,  der også kunne angribe kraniet, så hjernen lå ubeskyttet. Nogen var også generet af, at øjenbrynene faldt ned i øjnene, da der ikke var noget til at holde dem oppe. Gennemsnitligt brugte patienten to år på at komme sig efter en skalpering. 
I 1864 rejste den 13-årige Robert McGee mod Santa Fe sammen med sine forældre, der imidlertid omkom undervejs. Den forældreløse dreng fortsatte rejsen med et vogntog, der bragte forsyninger til New Mexico. I det vestlige Kansas blev soldaterne, der skulle ledsage vogntoget, forsinkede, og følget blev angrebet af en gruppe siouxindianere anført af høvding Lille Skilpadde (Little Turtle). McGee var den hjælpeløse tilskuer til den påfølgende massakre, før han selv blev ført frem for høvdingen. Lille Skilpadde ville selv dræbe drengen og skød ham i ryggen. Derefter skød høvdingen to pile i McGee, der stadig var ved bevidsthed, da Lille Skilpadde snittede ham bag ørerne og derefter skar hans issehud løs. Drengen blev liggende, mens flere krigere stak i ham med spyd og knive. Da soldaterne ankom, fandt de samtlige skalperede, men McGee og en anden dreng var stadig i live. De blev bragt til et fort, hvor den anden dreng døde. McGee klarede sig, og blev fotograferet i 1890, da han fortalte sin historie til en lokalavis. 
Josiah Pugh Wilbarger (10. september 1801- 11. april 1845) var født i Kentucky. Som veteran fra krigen i 1821 drog han til Missouri, giftede sig i september 1827 og flyttede til Texas i december. Her blev han og fire andre mænd, der var ude for at bese nyt land, i august 1833 overrasket af en gruppe på 60 comanche-indianere ved Walnut Creek i det nuværende Austin. To i følget blev dræbt, mens to andre stak af og efterlod den sårede Wilbarger til sin skæbne – han var skudt i begge ben. Han blev nu omringet, skudt i halsen og skalperet. Wilbarger skal have forklaret, at skalpering var overraskende smertefrit, men "mens ingen smerter kunne mærkes, lød fjerningen af issehuden som den frygtindgydende rumlen fra fjern torden." 
Sarah Hornsby vækkede samme nat sin mand med besked om, at "Wilbarger er ikke død. Jeg så ham i en drøm." Wilbarger skal have overlevet natten ved at slæbe sig til et vandhul, hvor han drak vand og skyllede sine sår. Mens han lå i vandet, lagde fluer æg i hans sår, og han fortalte senere, hvordan det var at mærke larverne klækkes i hans hud. Han sank sammen under et egetræ. Her så han sin søster Margaret Clifton i et syn. Hun bad ham om at vente under egen, for venner ville komme og finde ham. Og næste dag blev han fundet siddende under egen nøgen bortset fra en sok og dækket af blod. Redningsmændene bar ham til nærmeste hus og sørgede for pleje. Angiveligt fik Wilbarger senere at vide, at hans søster, bosat i det fjerne Missouri, var død dagen før overfaldet.
Wilbarger overlevede sine skader, og hans kone syede en hat til ham for at dække den manglende issehud. Han døde i sin mølle, da han rejste sig for hurtigt op og slog sit svækkede kranium i en tagbjælke. Han døde på stedet. Wilbarger ligger begravet sammen med sin søn John Leman på Texas State Cemetery. Gravstenen oplyser, at sønnen John Leman Wilbarger var en Texas ranger, og blev dræbt af indianere på Rio Grande-floden 20. august 1850. 
28. juni 1827 foretog en gruppe winnebago-krigere to angreb på franske nybyggere på Prairie du Chien. Krigeren Zitkaduta (= Røde Fugl) og tre andre henrettede to mænd, deriblandt faderen til spædbarnet Mary Louisa Gagnier, der fik skalperet hud fra baghovedet. Hendes mor undslap med broren Francis på 2 ½ år. Under forberedelserne til spædbarnets begravelse blev det opdaget, at hun trak vejret. Gagnier voksede op, giftede sig to gange og fik 13 børn.  For at skjule sin skade, gik hun altid med en lille hætte over baghovedet.  Røde Fugl (1788–1828), klædt i en dragt af hvidt elgskind,  overgav sig og sin stamme til de hvide 2. september 1827. En statue er rejst af ham. 

## Overlevende efter skalpering (indianere)
I 1833 så Maximilian zu Wied to hidatsaer, der hver bar en hue for at skjule deres skalperede isse.:420 og 421  Mindst én crow overlevede en kamp med cheyennerne og en følgende skalpering.:285 

### Skalperede pawnees og arikaraer – udstødte folk for resten af livet
Overlevede en pawnee eller en arikara et angreb efter at være blevet skalperet, måtte de leve som udstødte. Folkene i deres hjemby frygtede dem, idet de anså dem for døde, der via stærke kræfter var vendt tilbage til livet, og således måtte de være blevet omskabt til nye og ikke-menneskelige væsener. ”Skalperede folk” levede gerne som eneboere i små huler, primært på svært tilgængelige steder som f.eks. en stejl skrænt.:49 
Skalperede kvinder fra pawnee-stammen mentes at leve i små, afsondrede kolonier, hvor de hjalp hinanden. En skalperet pawnee siges at have sneget sig efter sin stamme fra Loup River i Nebraska og helt til pawnee reservatet i Oklahoma i 1875.:103 

### Skalperede folk i litteratur
Skalperede folk optræder som hovedpersoner i flere historier og centrale myter hos både pawnees og arikaraer.:47  Wichitaerne har også myter med ”skalperede folk”, der omtales som ”blodige hoveder”.:222 

## Skalpering som en bydende nødvendighed
Skalpe af fjender var ofte en nødvendig bestanddel af hellige stamme-bundter blandt prærieindianerne, ligesom flere ceremonier kun kunne gennemføres ved hjælp af folk, der havde taget skalpe.
Pawnee-stammens bundt med genstande brugt under morgenstjerne-ceremonien indeholder f.eks. et bælte af odderskind med 65 skalpe.:114  I de nordlige cheyenners Sacred Hat bundt ligger der fem særlige skalpe, nemlig én fra hver af cheyennernes indianske fjender i ute-, crow-, sortfods-, shoshone- og pawnee-stammen.:75 
For at arapahoerne kunne gennemføre deres soldans (offer-hytte), måtte ceremoni-mesteren berette om en af sine skalpe-tagninger, mens han udførte givne opgaver som optakt til soldansen.:70 